# Batalla de Kunduz
La Batalla de Kunduz fue una operación militar que enfrentó a las milicias de los talibanes contra las Fuerzas Armadas y de Seguridad de Afganistán. Se inició en la madrugada del 28 de septiembre de 2015, con un asalto relámpago realizado por los talibanes, quienes tomaron la ciudad de Kunduz, sus principales sitios públicos y del gobierno local y liberaron a varios prisioneros insurgentes de la cárcel que estaban a favor de la causa talibán. La ciudad fue recuperada por las fuerzas extranjeras de la coalición y las afganas finalizando con su victoria total el 30 de octubre de 2015.

## Ataque
La insurgencia talibán inició su ataque a las 3:00 de la mañana del día 28 de septiembre de 2015. El primer paso fue tomar el control de las 4 entradas principales de la ciudad, posteriormente izaron la bandera del movimiento talibán, a unos pocos metros del Palacio del Gobernador de la Provincia y, como siguiente paso, tomaron los edificios gubernamentales (como la sede de los servicios secretos afganos, el hospital, la prisión, la Oficina del Consejo Provincial y la sede de la Misión de Asistencia de las Naciones Unidas en Afganistán) en la ciudad. En la prisión liberaron a varios prisioneros. El ataque vino desde tres direcciones para la conquista de la ciudad. Los ataques dejaron una cantidad indefinida de muertos y heridos de ambas partes, además de civiles afectados.

## Contraataque y liberación de la ciudad
El 29 de septiembre, las Fuerzas Gubernamentales Afganas, apoyadas por bombarderos aéreos de la OTAN, lanzaron una contraofensensiva. La OTAN también envió y desplegó fuerzas especiales para repeler el ataque talibán y recuperar la ciudad de Kunduz.
Según fuentes gubernamentales, la ciudad fue finalmente liberada el 1 de octubre en torno a las 7:00 a. m., causando la muerte de 150 guerrilleros talibanes y dejando 90 heridos de los mismos. También resultaron heridos o muertos varios civiles. La operación militar se inició con la recuperación de una importante colina cercana a la ciudad, que sirvió de apoyo para retomar Kunduz. Las operaciones militares continuaron a las afueras de la ciudad.

### Violaciones y bombardeos
Durante los tres días de ocupación de la ciudad por la insurgencia talibán, se reportaron asesinatos selectivos y extrajudiciales, robos, saqueos, y violaciones por parte de las fuerzas de estas milicias. En los combates fue bombardeado un hospital de Médicos Sin Fronteras por parte de la Fuerza Aérea de Estados Unidos, lo que fue denunciado por parte de la ONG como un crimen de guerra. El presidente de Estados Unidos, Barack Obama, llamó a la presidenta de Médicos Sin Fronteras, Joanne Liu y al presidente de Afganistán para disculparse por la sucedido. El Pentágono ordenó una investigación de lo sucedido. Las Naciones Unidas, por su parte, solicitaron una investigación imparcial de los hechos, así como Médicos Sin Fronteras pidió una investigación independiente y acorde con las normas internacionales.

## Orden de investigación
El presidente de Afganistán Ashraf Ghani Ahmadzai, en una conferencia de prensa, ordenó una investigación de lo sucedido, nombrando a tres comisiones y también nombrando a un nuevo gobernador para la Provincia de Kunduz.